# Pseudomyrmex simplex
Pseudomyrmex simplex é uma espécie de formiga do género Pseudomyrmex, subfamilia Pseudomyrmecinae. Esta espécie foi descrita cientificamente por Smith em 1877.

## Distribuição
Encontra-se nos Estados Unidos, Argentina, Bahamas, Belize, Brasil, Colômbia, Costa Rica, Cuba, República Dominicana, Equador, El Salvador, Antillas Maiores, Granada, Guatemala, Haiti, Honduras, Jamaica, México, Panamá, Paraguai, Peru, Porto Rico, Trinidad e Tobago e Venezuela.